# Néstor Ibarra
Néstor Ibarra (* 5. November 1938 in Puan, Provinz Buenos Aires; † 3. Januar 2005 in Buenos Aires) war ein argentinischer Journalist und Rundfunkmoderator.
Ibarras begann seine Karriere als Sportreporter, bevor er Mitte der 1980er-Jahre Kommentator und Moderator wurde. Seine bekannteste Sendung war „Hoy por Hoy“ bei Radio Mitre in Buenos Aires. Im argentinischen Fernsehen moderierte er von 1983 bis 1989 die Sendung „Con Ustedes“ (Canal 13). Außerdem war er für América TV tätig.
Ibarra war mit der Lehrerin Marta Sanchez verheiratet und hatte mit ihr zwei Kinder. Im Alter von 66 Jahren starb Ibarra 2005 an einem Pankreastumor in Buenos Aires, wo er auch seine letzte Ruhestätte fand.

## Schriften
- Borges et Borges. L’Herne, Paris 1969 (zusammen mit Jorge Luis Borges).